# Valtiojoki
Valtiojoki är ett 20 kilometer långt vattendrag i Gällivare kommun, Norrbottens län. Vattendraget har Kalixälven som huvudavrinningsområde och är drabbat av miljögifter.